# Jevgenij Garanitjev
Jevgenij Aleksandrovitj Garanitjev (ryska: Евгений Александрович Гараничев), född 13 februari 1988 i Novoiljinskij, Perm oblast, är en aktiv skidskytt från Ryssland. Han debuterade i världscupen säsongen 2010/2011 och tog sin första individuella världscupseger redan den 2 februari 2012.
Hans största merit i karriären är dock OS-bronset i Sotji 2014 som han tog i distansloppet över 20 km.
I februari 2014 erhöll han Fäderneslandets förtjänstordens medalj av andra klassen.

## Världscupssegrar

### Individuellt (1)
| Datum           | Plats        | Land  | Disciplin |
| --------------- | ------------ | ----- | --------- |
| 2 februari 2012 | Holmenkollen | Norge | Sprint    |